# Speed, Kansas
Speed är en ort i Phillips County i delstaten Kansas. Orten har fått namn efter politikern James Speed. Vid 2010 års folkräkning hade Speed 37 invånare.